# Léon Ringuet
Léon Ringuet(te) (* 3. Januar 1858 in Louiseville/Québec; † 20. September 1932 in Saint-Hyacinthe/Québec) war ein kanadischer Organist, Dirigent und Komponist.

## Leben und Wirken
Ringuet erhielt seine erste musikalische Ausbildung am Collège de St-Césaire bei Montreal sowie am Collège Saint-Joseph in Memramcook/New Brunswick. Danach studierte er Klavier bei Paul Letondal und Orgel bei Romain-Octave Pelletier.
1880 kam er nach Saint Hyacinthe, wo er Direktor der Société Philharmonique wurde. Daneben war er von 1885 bis 1929 Leiter der Kapelle des 84. Infanteriebataillons „Régiment de Saint-Hyacinthe“ und von 1888 bis 1932 Organist und Chorleiter an der Kathedrale der Stadt. Außerdem war er Gründer und bis 1932 Direktor des Chores der Kathedrale und des Blasorchesters von Drummondville.
Ringuet komponierte über einhundert Werke, darunter Salonmusik, Militärmärsche sowie Orgel-, Klavier- und Violinstücke. In Saint-Hyacinthe wurde 1941 ein Musikpavillon mit einer Gedenkplakette zu Ehren Ringuets errichtet, und das Cégep der Stadt eröffnete 1976 einen Salle Léon Ringuet. In Montreal wurde 1972 eine Straße nach Ringuet benannt.
| Personendaten    | Personendaten                                |
| ---------------- | -------------------------------------------- |
| NAME             | Ringuet, Léon                                |
| ALTERNATIVNAMEN  | Ringuette, Léon                              |
| KURZBESCHREIBUNG | kanadischer Organist, Dirigent und Komponist |
| GEBURTSDATUM     | 3. Januar 1858                               |
| GEBURTSORT       | Louiseville                                  |
| STERBEDATUM      | 20. September 1932                           |
| STERBEORT        | Saint-Hyacinthe                              |